# Міністр оборони Естонії/список з 1992
| Ім'я                  | На посаді                          | Партія                           |
| Уло Улуотс            | 18 червня —21 жовтня 1992          | Народний фронт                   |
| Хайн Ребас            | 21 жовтня 1992 —5 серпня 1993      | Партія національної незалежності |
| Юрі Луїк              | 23 серпня 1993 —8 листопада 1994   | Ісамаалійт                       |
| Індрек Каннік         | 7 січня 1994 —23 травня 1995       | Ісамаалійт                       |
| Енн Тапп              | 28 червня 1994 —17 квітня 1995     | Ісамаалійт                       |
| Андрус Йовель         | 17 квітня 1995 —25 березня 1999    | Коаліційна партія                |
| Юрі Луїк (2-й раз)    | 25 березня 1999 —28 січня 2002     | Ісамаалійт                       |
| Свен Міксер           | 28 січня 2002 —10 квітня 2003      | Центристська партія              |
| Маргус Гансон         | 10 квітня 2003 —22 листопада 2004  | Партія реформ                    |
| Яак Йоерюут           | 22 листопада 2004 —8 жовтня 2005   | Партія реформ                    |
| Юрген Лігі            | 10 жовтня 2005 —5 квітня 2007      | Партія реформ                    |
| Яак Аавіксоо          | 5 квітня 2007 —6 квітня 2011       | Вітчизна                         |
| Март Лаар             | 6 квітня 2011 —14 травня 2012      | Вітчизна                         |
| Урмас Рейнсалу        | 14 травня 2012 —26 березня 2014    | Вітчизна                         |
| Свен Міксер (2-й раз) | 26 березня 2014 —14 вересня 2015   | Соціал-демократична партія       |
| Ганнес Хансо          | 14 вересня 2015 —23 листопада 2016 | Соціал-демократична партія       |
| Маргус Цахна          | 23 листопада 2016 —12 червня 2017  | Вітчизна                         |
| Юрі Луїк (3-й раз)    | 12 червня —26 січня 2021           | Вітчизна                         |
| Калле Лаанет          | 26 січня 2021—18 липня 2022        | Партія реформ                    |
| Ханно Певкур          | з 18 липня 2022                    | Партія реформ                    |